# 2025년 도쿄도의회 의원 선거
2025년 도쿄도의회 의원 선거일본어: 令和7年/2025年東京都議会議員選挙는 2025년 6월 22일, 42개 선거구의 도쿄도의회 의원 127명 전원을 선출한 선거이다.

## 배경

### 정당별 움직임

#### 자유민주당과 공명당
- 지난 2021년 선거에서 자유민주당은 도의회 최대 정당이 되었다. 그러나 2024년 총선 이후 일부 의원이 수입의 일부를 신고하지 않은 채 정당이 개최한 자금 조달 파티에 대한 의혹이 제기되었다. 조사 결과 지난 5년간 당의 수입 신고서에 기재되지 않은 총액이 3천만 엔에 달하는 것으로 밝혀졌다.[1] 이 정보가 공개된 후, 도의회 자민당 회파는 의회 회파를 제외한 정치 조직을 해산하기로 결정했다.[2]
- 공명당 도쿄지당은 자유민주당 자금 조달 파티를 둘러싼 문제점을 파악한 후, 미신고 소득의 존재 여부와 관계없이 의회에서 어떠한 자유민주당 후보도 지지하지 않기로 결정했다.[3]

도민퍼스트회
- 고이케 유리코 지사가 고문으로 있는 도민퍼스트회는 도의회에서 자유민주당에 제1당을 내주었다. 이번 선거와 관련하여 2024년 11월부터 국민민주당과 지역구 권력 재분배 등의 분야에서 협력해 왔다.[4]

#### 야당
- 일본공산당과 입헌민주당 도쿄지련은 두 당이 렌호 의원을 후보로 지지했던 2024년 도지사 선거를 위해 협력을 재구축했다. 또한 한두 개 선거구에서 협력할 계획을 밝혔다. 목표는 여당이 의회에서 과반수를 차지하는 것을 막는 것이다.[5]
- 일본공산당은 도의회에서 현재의 19석을 확보하고 이를 늘리는 것을 목표로 한다고 발표했다.[6]

기타
- 1월 15일, 2024년 도지사 선거에서 2위를 차지한 이시마루 신지가 모든 선거구에 후보를 내세울 재생의 길이라는 새 정당을 창당했다고 발표했다.[7]

### 선거 전 의회 구성[8]
| 정당                 | 정당                 | 정당         | 의석수 | 총계 |
| -------------------- | -------------------- | ------------ | ------ | ---- |
|                      | 도쿄 자유민주당 회파 | 자유민주당   | 29     | 30   |
| 무소속               | 도쿄 자유민주당 회파 | 1            |        | 30   |
|                      | 도민퍼스트회 회파    | 도민퍼스트회 | 25     | 26   |
|                      | 도민퍼스트회 회파    | 국민민주당   | 1      | 26   |
|                      | 일본공산당 그룹      | 일본공산당   | 19     | 19   |
|                      | 공명당 그룹          | 공명당       | 23     | 23   |
|                      | 입헌민주당 회파      | 입헌민주당   | 12     | 12   |
|                      | 미라이 그룹          | 무소속       | 3      | 4    |
|                      | 미라이 그룹          | 입헌민주당   | 1      | 4    |
|                      | 자유수호회           | 무소속       | 2      | 2    |
|                      | 무소속               | 무소속       | 4      | 7    |
| 일본유신회           | 무소속               | 1            |        | 7    |
| 도쿄 생활자 네트워크 | 무소속               | 1            |        | 7    |
| 녹색당 일본          | 무소속               | 1            |        | 7    |
| 공석                 | 공석                 | 공석         | 3      | 3    |

## 선거구
대부분의 선거구는 같은 이름의 자치체(-구/-시/-정/-촌)와 경계가 일치한다. 지도에는 각 선거구의 의석수가 표시되어 있다. 다음 선거구는 여러 자치체를 포함한다.
- 니시타마 ("서타마", 오메시를 제외한 동명 지역의 원래 경계를 따름): 훗사시, 하무라시, 아키루노시, 히노하라, 히노데, 미즈호, 오쿠타마
- 미나미타마 ("남타마", 옛 동명 지역의 경계를 따름): 다마, 이나기시
- 기타타마 제1구 ("북타마 제1구", 옛 기타타마 지역의 경계를 따름): 히가시무라야마, 히가시야마토, 무사시무라야마
- 기타타마 제2구 ("북타마 제2구"): 고쿠분지, 구니타치
- 기타타마 제3구 ("북타마 제3"): 조후, 고마에
- 기타타마 제4구 ("북타마 제4구"): 기요세, 히가시쿠루메
- 섬 지역: 아오가시마, 하치조, 미쿠라지마, 미야케, 오가사와라, 고즈시마, 니지마, 오시마, 도시마

## 후보자
6월 13일, 42개 선거구에 걸쳐 127석 중 하나를 놓고 경쟁할 295명의 후보자가 발표되었다. 지난 선거에 비해 후보자 수는 24명 증가했고, 여성 후보자 수는 74명에서 99명으로 증가하여 여성 후보자 수의 이전 기록을 경신했다.
세타가야 선거구는 18명으로 가장 많은 후보자가 발표되었다.
| 정당 | 정당                     | 총계 | 현직 | 이전 대표자 | 신규 |
| ---- | ------------------------ | ---- | ---- | ----------- | ---- |
|      | 자유민주당               | 42   | 23   | 2           | 17   |
|      | 재생의 길                | 42   | 0    | 0           | 42   |
|      | 도민퍼스트회             | 37   | 23   | 1           | 13   |
|      | 일본공산당               | 24   | 16   | 1           | 7    |
|      | 공명당                   | 22   | 16   | 0           | 6    |
|      | 입헌민주당               | 20   | 12   | 1           | 7    |
|      | 국민민주당               | 18   | 0    | 1           | 17   |
|      | NHK당                    | 9    | 0    | 0           | 9    |
|      | 유신회                   | 6    | 1    | 0           | 5    |
|      | 참정당                   | 4    | 0    | 0           | 4    |
|      | 도쿄 생활자 네트워크     | 3    | 1    | 1           | 1    |
|      | 레이와 신센구미          | 3    | 0    | 0           | 3    |
|      | 일본보수당               | 1    | 0    | 0           | 1    |
|      | 사회민주당               | 1    | 0    | 0           | 1    |
|      | 감세일본                 | 1    | 0    | 0           | 1    |
|      | 진실당                   | 1    | 0    | 0           | 1    |
|      | 일본 보수당              | 1    | 0    | 0           | 1    |
|      | 건강장수당               | 1    | 0    | 0           | 1    |
|      | 구민퍼스트               | 1    | 0    | 0           | 1    |
|      | 네리마의 미래당          | 1    | 0    | 0           | 1    |
|      | 입헌 공화당              | 1    | 0    | 0           | 1    |
|      | 최고재판소 재판관 탄핵당 | 1    | 0    | 0           | 1    |
|      | 무소속                   | 55   | 16   | 1           | 38   |
|      |                          | 295  | 108  | 8           | 179  |

## 여론조사
| 조사일    | 여론조사 기관 | 표본 크기 | 자유민주당 | 도민   | 공명 | 공산 | 입헌 | 유신 | 생활자 | 레이와 | 국민민주 | 참정 | 보수 | 사민 | 재생 | 무소속 | 기타 | 없음/미결정 | 무응답 | 선두 |   |   |   |   |   |   |    |
| --------- | ------------- | --------- | ---------- | ------ | ---- | ---- | ---- | ---- | ------ | ------ | -------- | ---- | ---- | ---- | ---- | ------ | ---- | ----------- | ------ | ---- | - | - | - | - | - | - | -- |
| 조사일    | 여론조사 기관 | 표본 크기 | 18–19 Jun  | 아사히 |      | 28   | 15   | 7    | 6      | 14     | 3        | −    | 3    | 10   | 4    | 2      | 기타 | 없음/미결정 | 무응답 | 선두 | − | 2 | 5 | 1 | − | − | 13 |
| 14–15 Jun | Senkyo.com/JX | 4,533     | 10.5       | 7.6    | 3.2  | 4    | 7.8  | 1.9  | −      | 3.3    | 7.4      | 3.7  | −    | −    | 2.1  | −      | 3.1  | 45.6        | −      | 2.9  |   |   |   |   |   |   |    |
| 14–15 Jun | 교도통신      | 1,015     | 16         | 10     | 5    | 11   | 11   | 1    | 1      | 4      | 6        | 3    | 4    | 1    | 3    | 1      | −    | 17          | 6      | 1    |   |   |   |   |   |   |    |
| 13–15 Jun | 요미우리/NNN  | 1,463     | 20         | 10     | 4    | 4    | 7    | 2    | 0      | 3      | 7        | 3    | 1    | 1    | 2    | 4      | 1    | −           | 31     | 10   |   |   |   |   |   |   |    |
| 13–14 Jun | 아사히        |           | 28         | 12     | 6    | 5    | 14   | 3    | −      | 5      | 11       | 4    | 2    | −    | 2    | 4      | 3    | −           | −      | 14   |   |   |   |   |   |   |    |
| 8–10 Jun  | Senkyo.com/JX | 5,077     | 11.8       | 4.3    | 3.1  | 3.6  | 7.6  | 2.2  | −      | 4.3    | 8.2      | 3.5  | 1.5  | 0.4  | 0.9  | −      | −    | 47.3        | 1.3    | 35.5 |   |   |   |   |   |   |    |
| 6–7 Jun   | 아사히        |           | 31         | 10     | 5    | 6    | 15   | 4    | −      | 5      | 12       | 4    | 2    | −    | 2    | 3      | 1    | −           | −      | 16   |   |   |   |   |   |   |    |
| 16–18 May | 요미우리/NNN  | 1,476     | 18         | 7      | 6    | 4    | 7    | 3    | 1      | 4      | 10       | 3    | −    | −    | 2    | 3      | 3    | −           | 29     | 11   |   |   |   |   |   |   |    |

## 선거 결과
선거 결과 도민퍼스트회가 31명(추천한 무소속 1명 포함 32명)을 당선시키면서 2017년 이후 도쿄도의회 제1당으로 복귀했다. 지난 해 제1당이었던 자유민주당은 정당 배금 문제에 물가 상승, 저출산 고령화 등 여러 문제에 대해 정부 여당으로 대응에 대한 불만이 역풍으로 작용해 당선자 18명에 그쳤다. 배금 문제로 비공인 신분으로 당선된 우다가와 사토시, 미야케 마사히코 및 무소속 후보로 당선된 아오키 에이타 3명을 선거 후 추가로 공인했지만 그래도 21석으로 2017년 23석을 밑도는 역대 최저 의석으로 대패했다. 배금 문제로 공인이 취소된 자민당계 무소속은 우다가와, 미야케 외에 야사마키 이치키도 당선되었지만 다른 3명은 낙선했다.
공명당에서 오타구 선거구에서 2명이 나란히 낙선하는 등 19석에 그쳐 1989년 도쿄도의회 의원 선거 이후 36년만에 공천자 전원 당선에 실패하는 등 고전했다. 국민민주당은 0석으로 끝난 지난 선거에서 이번 선거에서는 9석을 당선시키며 선거 직전 불미스러운 사건과 '망언 문제'의 여파를 딛고 처음으로 도쿄도의회에서 의석을 확보했다. 고이케 도정을 지지하는 도민퍼스트회-자민당-공명당-국민민주당으로 구성된 도정여당은 과반수를 확보했다.
도정야당에서는 입헌민주당이 17석을 차지해 의석수를 늘렸다. 반면 입헌민주당과 선거에서 협력관계를 추구하던 일본공산당은 14석으로 의석수가 줄어들며 제1야당에서 밀려났다. 입헌민주당, 사회민주당과 선거협력으로 공투한 도쿄 생활자 네트워크는 1석을 차지했다.
보수계 야당에서는 도의회 선거에 처음 참여한 참정당이 기존 정당에 대한 불신으로 유권자 중 새로운 보수층의 지지를 받아 3석을 획득했으나, 일본유신회는 의석을 얻지 못해 기존 1석을 유지하던 도의회에서 세력을 잃었다.
전 히로시마현 아키타카타시 시장인 이시마루 신지가 대표로 있는 지역정당인 재생의 길은 같은 선거구에 여러 후보자를 내보내는 등 총 42명의 공천자를 내보냈으나 전원 낙선했다. 레이와 신센구미, 일본보수당, 사회민주당, 기타 정치단체도 의석을 확보하지 못했다.
자민당-도민퍼스트회 이외 무소속 후보는 총 10명이 당선되었으며, 그 중 "자유를 지키는 모임" 소속 2명, 입헌민주당 등 도정야당 추천자 5명, 기타 정당계 3명이 당선되었으나 1인 선거구인 지요다구에서 같은 해 2월 지요다구청장 선거에 2위를 차지했던 사토 사오리 후보가 도민퍼스트회 현직, 자민당 신인 후보 등 6명을 물리치고 당선되는 이변을 보였다.

### 회파별 결과
| 정당               | 정당                 | 득표수    | %      | 선거 전 의석 | 획득 의석 | 의석 증감 |
| ------------------ | -------------------- | --------- | ------ | ------------ | --------- | --------- |
|                    | 도민퍼스트회         | 1,043,563 | 19.74  | 26           | 31        | 5         |
|                    | 자유민주당           | 887,317   | 16.79  | 30           | 21        | 9         |
|                    | 공명당               | 530,217   | 10.03  | 23           | 19        | 4         |
|                    | 일본공산당           | 489,084   | 9.25   | 19           | 14        | 5         |
|                    | 입헌민주당           | 476,579   | 9.02   | 12           | 17        | 5         |
|                    | 재생의 길            | 407,024   | 7.70   | 0            | 0         | 보합      |
|                    | 국민민주당           | 367,334   | 6.95   | 0            | 9         | 9         |
|                    | 참정당               | 117,389   | 2.22   | 0            | 3         | 3         |
|                    | 일본유신회           | 80,545    | 1.52   | 1            | 0         | 1         |
|                    | 도쿄 생활자 네트워크 | 64,667    | 1.22   | 1            | 1         | 보합      |
|                    | 레이와 신센구미      | 46,743    | 0.88   | 0            | 0         | 보합      |
|                    | 일본보수당           | 11,707    |        | 0            | 0         | 보합      |
|                    | 무소속               |           |        | 4            | 12        | 8         |
| 합계               | 합계                 | 5,286,144 | 100.00 | 127          | 127       | -         |
| 등록 유권자/투표율 | 등록 유권자/투표율   | 5,370,831 | 47.59  | -            | -         | -         |
| 출처 :             |                      |           |        |              |           |           |

## 같이 보기
- 제27회 일본 참의원 의원 통상선거